# Explosão Ryanggang

A explosão de Ryanggang foi uma grande explosão que ocorreu na Coreia do Norte em 9 de setembro de 2004, na província norte de Ryanggang. A natureza e a causa da suspeita explosão são objeto de especulação. Nenhum país vizinho afirmou ter detectado isótopos radioativos característicos de uma explosão nuclear.

## A suspeita de explosão
A explosão ocorreu perto do Distrito dos Trabalhadores de Wŏltan (Wŏltal-lodongjagu) (41°19'47"N 127°05'02"E) no condado de Kimhyŏngjik, na província de Ryanggang, uma região montanhosa, cerca de 1 500 metros acima do nível do mar. A explosão foi a aproximadamente 30 km da fronteira com a China. A área contém várias instalações militares, incluindo a base de mísseis balísticos Yeongjeo-dong.
Relatórios iniciais indicaram que atividade sísmica foi detectada no início de 9 de setembro de 2004, correlacionada com uma "nuvem de formato estranho", suspeita de ser uma nuvem em forma de cogumelo. Juntos, esses fatores indicariam uma grande explosão. A data, 9 de setembro de 2004, o 56º aniversário da formação da Coreia do Norte, foi considerada significativa porque o país tem um histórico de realizar gestos militares grandiosos em datas importantes. No entanto, os relatórios originais foram contraditos por relatos posteriores negando que houve qualquer explosão.

## Reação
O incidente não foi reportado internacionalmente até 12 de setembro de 2004, quando a agência de notícias sul-coreana Yonhap citou uma fonte em Pequim, China, que disse ter observado uma nuvem em forma de cogumelo. Além disso, suspeitas foram levantadas pelo fato de não haver menção da explosão na mídia interna norte-coreana. No entanto, as notícias norte-coreanas geralmente servem como um método utilizado pelas figuras governantes para tornar as decisões do partido no poder mais favoráveis ao povo (nacional e internacionalmente); portanto, histórias desfavoráveis geralmente não são transmitidas. O desastre de Ryongchon, no início de 2004, foi reportado apenas vários dias após o evento.
Houve especulação imediata de que a explosão teria origem nuclear. O Secretário de Estado dos Estados Unidos, Colin Powell, disse que não havia "nenhuma indicação" de que fosse nuclear, e a Coreia do Sul afirmou de forma semelhante que não parecia ser nuclear. Levaria alguns dias para que os efeitos de uma explosão nuclear fossem inequivocamente visíveis para autoridades apolíticas. Não seria possível esconder a natureza nuclear de tal explosão por muito tempo, pois os isótopos radioativos criados por uma explosão nuclear seriam detectáveis por observadores externos ao redor do mundo.

### Da Coreia do Norte
A Coreia do Norte inicialmente negou que a explosão fosse nuclear. Quando solicitada uma explicação, o ministro das Relações Exteriores da Coreia do Norte, Paek Nam-sun, declarou oficialmente que a explosão "foi, de fato, a demolição deliberada de uma montanha como parte de um grande projeto hidrelétrico". A Coreia do Norte anunciou em 13 de setembro de 2004 que o embaixador britânico, David Slinn, teria permissão para visitar o local. Diplomatas do Reino Unido, Suécia, Alemanha, República Tcheca, Polônia, Rússia e Mongólia visitaram o que seria o local em 16 de setembro de 2004 e relataram ter visto um projeto hidrelétrico em construção. No entanto, a Coreia do Sul afirmou que os diplomatas não estavam no local correto e estavam a cerca de 100 km do suposto local da explosão.

### Da Coreia do Sul
Em 17 de setembro de 2004, o vice-ministro da Unificação da Coreia do Sul, Rhee Bong-jo, afirmou que não houve explosão alguma no suposto local, dizendo que a suposta nuvem em forma de cogumelo era uma formação natural de nuvens (nuvens em forma de cogumelo se formam a partir de muitos tipos de grandes explosões, não apenas de detonações nucleares). No mesmo dia, o Centro de Pesquisa de Terremotos da Coreia relatou que a única atividade sísmica na província de Ryanggang no período em questão foi às 23h24 do horário padrão coreano (UTC +9) em 8 de setembro de 2004 no Monte Baekdu, cerca de 100 km do suposto local da explosão.

## Conversações sobre desarmamento norte-coreano
Na época da explosão, a Coreia do Norte estava sob pressão para retomar as conversações diplomáticas de seis partes sobre seu programa nuclear com os Estados Unidos, Coreia do Sul, China, Rússia e Japão. A Coreia do Norte insistia em um adiamento antes de uma quarta rodada de conversações, citando programas de pesquisa nuclear recentemente revelados pela Coreia do Sul. Em 14 de setembro de 2004, um enviado britânico disse que a Coreia do Norte ainda estava comprometida com as conversações, mas em 27 de setembro de 2004, a KCNA.
A Coreia do Norte insistia em um adiamento antes de uma quarta rodada de conversas, citando programas de pesquisa nuclear recentemente revelados pela Coreia do Sul. Em 14 de setembro de 2004, um enviado britânico disse que a Coreia do Norte ainda estava comprometida com as conversas, mas em 27 de setembro de 2004, a KCNA, a agência de notícias estatal da Coreia do Norte, informou que a retomada das negociações era inviável até que os Estados Unidos fizessem certas concessões.
Desde os primeiros dias do incidente, houve essencialmente nenhum acompanhamento na mídia ocidental.
Em 28 de setembro, o vice-ministro das Relações Exteriores da Coreia do Norte, Choi Su-heon, anunciou na Assembleia Geral das Nações Unidas que o país havia convertido plutônio de 8.000 varetas de combustível nuclear em armas nucleares como um meio de dissuasão contra a ameaça nuclear dos Estados Unidos. As negociações de seis nações sobre a questão nuclear, que estavam previstas para serem retomadas, foram suspensas. Até essa data, analistas acreditavam que a Coreia do Norte havia descartado mais negociações até depois da eleição presidencial nos Estados Unidos em 2008.
Desde então, a Coreia do Norte conduziu múltiplos testes de armas nucleares e emitiu diversas ameaças de guerra contra a Coreia do Sul. Em abril de 2018, Coreia do Norte e Coreia do Sul anunciaram suas intenções de desnuclearizar completamente a península coreana e finalmente declarar paz entre os dois países.«'New era of peace': North and South Korea vow 'no more war' on peninsula». ABC News (em inglês). 27 de abril de 2018. Consultado em 28 de abril de 2018.